# Federația Română de Motociclism
Federația Română de Motociclism (FRM) acționează pentru dezvoltarea, promovarea, coordonarea, organizarea, controlul și reglementarea activităților motocicliste pe plan național, precum și pentru afirmarea motociclismului românesc pe plan internațional. F.R.M. funcționează în prezent după noua Lege a Sportului, Legea 69/2000.

## Competiții
F.R.M. organizează anual :
- Cupa României la ramurile : Viteză (V), Motocros (MX), Enduro (E), Dirt-Track (DT);
- Campionat Național Individual la ramurile : Viteză (V), Motocros (MX), SuperMoto (SM), Enduro (E), Endurocross (EC), Dirt-Track (DT), Juniori pe Motodrom (JM), Raliu (R), Dirt-Track (DT);
- Campionate Naționale pe Echipe la ramurile : Motocros (MX), Enduro (E), Dirt-Track (DT);
- Campionate Balcanice la ramurile : Viteză (V); Motocros (MX); SuperMoto (SM);
- Campionate MACEC la ramura : Dirt-Track (DT);
- Campionate Alpe-Adria la ramura : SuperMoto (SM);
- Campionate Europene la ramurile : Motocros (MX); SuperMoto (SM);
- Campionate Mondiale la ramura: Enduro (E).

Cluburi afiliate: 70

## Istorie
Federația Română de Motociclism are o istorie bogată. În 2017 ea sărbătorește 90 de ani de existență. Prima atestare ca persoană juridică autorizată este din anul 1927, la acel moment ea purtând numele: Societatea Sportivă Moto-Club-Român. Moto-Clubul avea secțiuni la Timișoara, Oradea, Brașov, Sibiu și Cernăuți. Președinte de onoare al Moto-Clubului-Româna era A.S.R. Principele Nicolae (fiul regelui Ferdinand). În 1934, în România, s-a înființat prima federație de motociclism din lume prin asocierea cluburilor din diferite orașe românești.
FRM este afiliată la Federația Internațională de Motociclism din 1927 (la acel moment FIM purta numele de Federația Internațională a Cluburilor Motocicliste F.I.C.M. și avea sediul la Londra).